# Ледоховские
Ледоховские (Ледуховские, пол. Ledóchowski) — графский и дворянский род.

## Происхождение и история рода
Украинского происхождения, герба Шалава. До 2-й половины XVII в. исповедовали православную веру. Предки их с 1545 г. упоминаются в Метрике литовской.
Антон-Филипп-Михаил Францевич Ледоховский возведен в 1800 г. в графское достоинство императором Австро-Венгрии Францем II, с присоединением к фамильному гербу его украшений, новому достоинству соответственных. Титул этот утвержден за сыновьями его в России в 1845 г.
Многие из представителей рода XIX—XX века были видными католическими деятелями:
- Мечислав Ледуховский (1822—1902) — кардинал
- Влодзимеж Ледуховский (1846—1942) — генерал ордена иезуитов
- Уршула Ледуховская (1865—1939) — католическая святая, основательница женской монашеской конгрегации «Сёстры Сердца Иисуса»
- Мария Тереза Ледуховская (1863—1922) — католическая блаженная

Род графов и дворян Ледоховских внесен в VI часть родословной книги Волынской губернии и в книги дворян Царства Польского.

## Описание герба
В щите с графскою короною, в голубом поле три золотые кавалерские креста, ко внутренней стороне золотого кольца прикрепленные, в виде треугольника, два снизу, а один сверху. Над графскою короною шлем дворянскою короною увенчанный, с золотыми решетками и золотою же медалью на цепи. В навершии шлема вооруженная, согнутая в локте рука, с обнаженным мечом, вправо.
Намет голубой с золотым подбоем. В опорах два рыцаря в броне, с поднятыми забралами, подбоченившееся руками ко внешней стороне. Герб графов Ледуховских внесен в Часть 2 Гербовника дворянских родов Царства Польского, стр. 1.